# Будяк пониклий
Будяк пониклий (Carduus nutans) — вид рослин з родини айстрових (Asteraceae), поширений у помірній Європі й Азії.

## Опис
Дворічна трав'яниста рослина 30–150 см заввишки. Стебло мало розгалужене, крилате, з гострими колючками, шерстисте. Листки зелені, більш-менш запушені, особливо в молодому віці, кучерявим короткими волосками. Кошики до 70 мм в діаметрі, кулясті, поодинокі, пониклі. Квітконіжки зазвичай довгі, безкрилі, щільно-біло-волосисті. Сім'янки 3.5–4 мм довжиною, коричневі; довге волосся на кінчику. 2n = 16.

## Поширення
Поширений у помірній Європі й Азії, заході Північної Африки; натуралізований у Канаді, США, ПАР, Австралії, Новій Зеландії та Чилі.
В Україні вид зростає на відкритих місцях і степових схилах — в Карпатах, на Поліссі, переважно в західних районах до р. Дніпра; медоносна, харчова, олійна рослина, бур'ян.

## Галерея

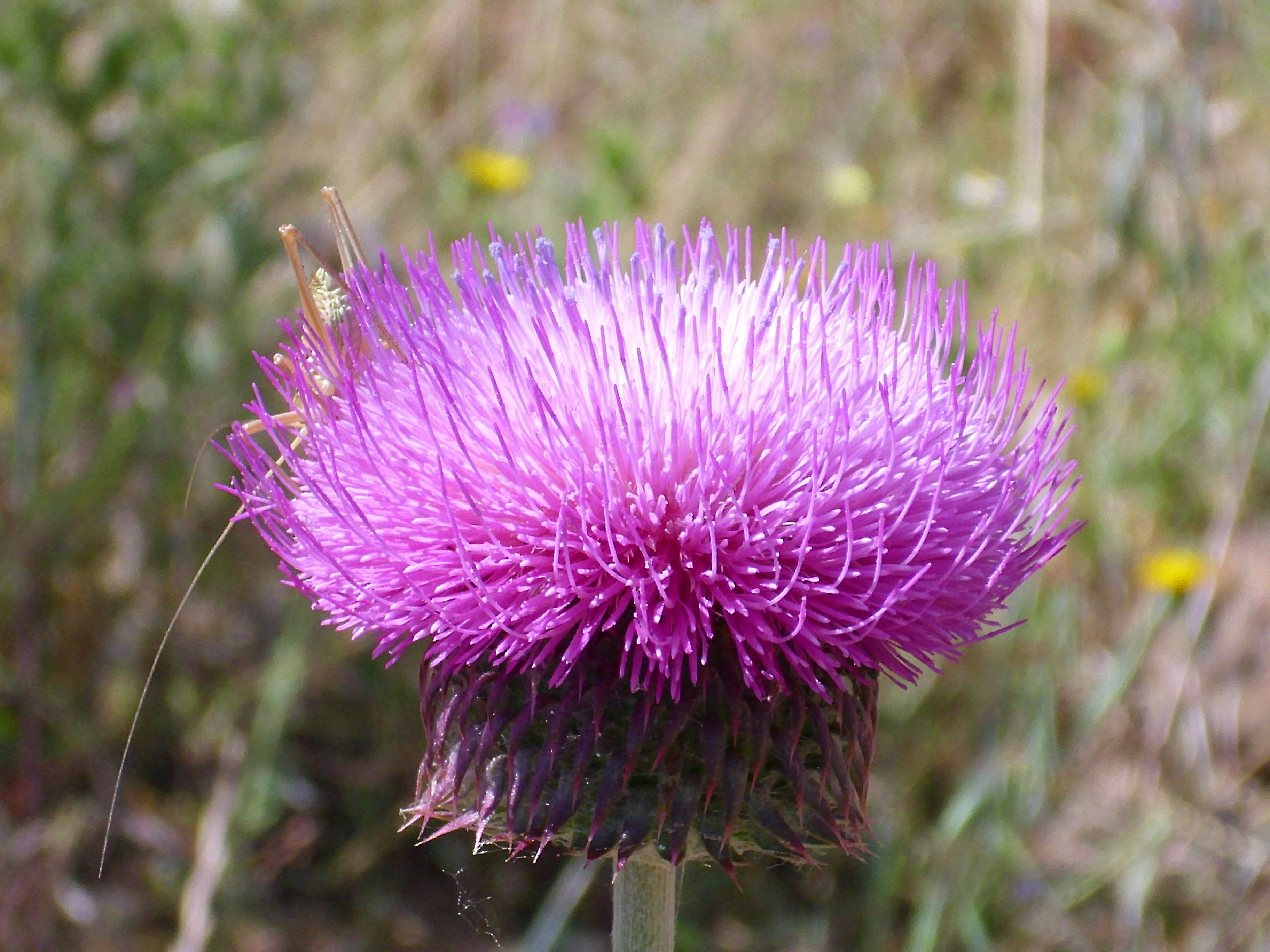
квітковий кошик
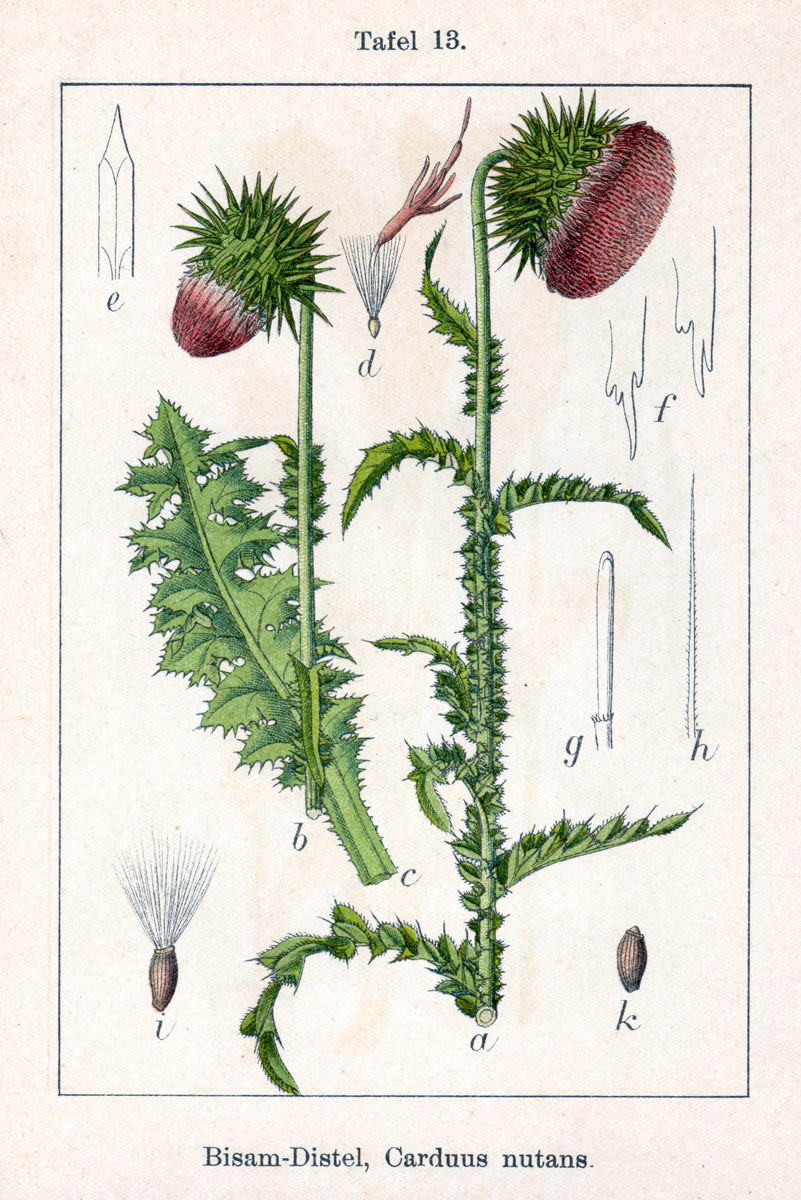
ілюстрація
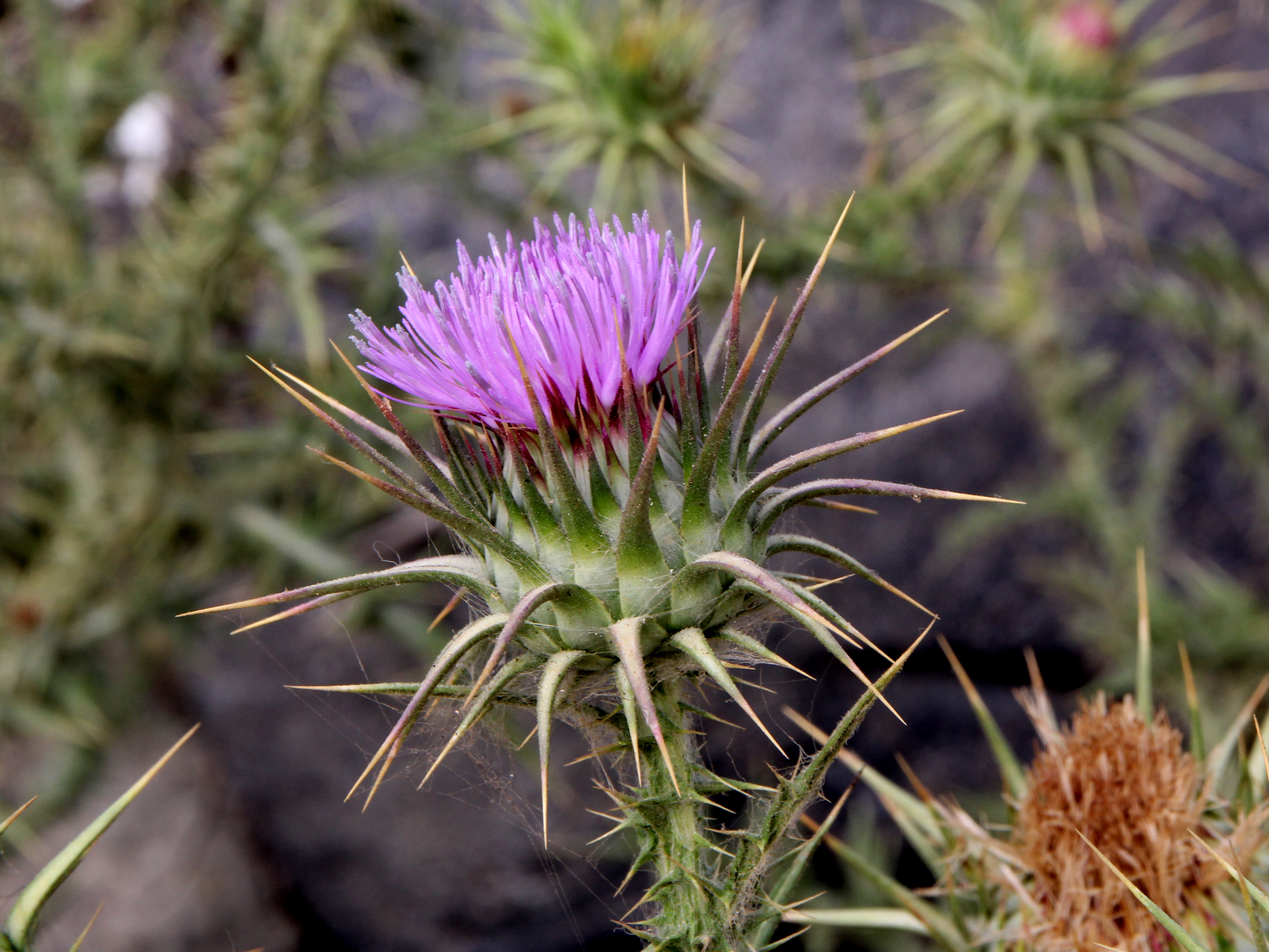
’’Carduus nutans’’  - Тулузький музей